# ژن اوبر
ژَن اوبر (فرانسوی: Jeanne Aubert‎; ۲۱ فوریهٔ ۱۹۰۰ – ۶ مارس ۱۹۸۸) یک هنرپیشه، و خواننده اهل فرانسه بود. وی بین سال‌های ۱۹۱۱ تا ۱۹۷۱ میلادی فعالیت می‌کرد.